# Four Nations Chess League 2010/11
Die Saison 2010/11 war die 18. Spielzeit der Four Nations Chess League (4NCL).
Pride and Prejudice wurde Meister vor dem Titelverteidiger Wood Green Hilsmark Kingfisher, zog jedoch nach der Saison die Mannschaft zurück. Absteigen mussten außerdem Pandora’s Box Grantham, die Sambuca Sharks und Warwickshire Selects.
Zu den gemeldeten Mannschaftskadern siehe Mannschaftskader der Four Nations Chess League 2010/11.

## Spieltermine
Die Wettkämpfe fanden statt am 6. und 7. November 2010, am 15. und 16. Januar 2011, am 19. und 20. Februar 2011, am 26. und 27. März 2011 und vom 30. April bis 2. Mai 2011. Alle Runden wurden zentral ausgerichtet, und zwar die beiden ersten sowie die siebte und achte in Daventry, die dritte, vierte sowie die neunte bis elfte in Hinckley, und die fünfte und sechste in Reading.

## Vorrunde

### Gruppeneinteilung
Die 16 Mannschaften wurden wie folgt in die zwei Vorrunden eingeteilt:
| Pool A                                | Pool B                               |
| ------------------------------------- | ------------------------------------ |
| Pride and Prejudice (2)               | Wood Green Hilsmark Kingfisher I (1) |
| Barbican Chess Club I (3)             | White Rose Chess (4)                 |
| Wood Green Hilsmark Kingfisher II (5) | Guildford A&DC (6)                   |
| The ADs (8)                           | Cambridge University (7)             |
| Betsson.com (9)                       | Barbican Chess Club II (10)          |
| Pandora’s Box Grantham (12)           | Oxford (11)                          |
| Cheddleton (A2)                       | Sambuca Sharks (A1)                  |
| Warwickshire Selects (A3)             | e2e4.org.uk (A4)                     |

Anmerkung: In Klammern ist die Vorjahresplatzierung angegeben, ist dieser ein „A“ vorangestellt, so handelt es sich um die Vorjahresplatzierung eines Aufsteigers in der Division 2.

### Pool A
Drei Qualifikationsplätze für den Championship Pool waren vor der letzten Runde an Pride and Prejudice, Betsson.com und die erste Mannschaft des Barbican Chess Club vergeben, den letzten Startplatz im Championship Pool sicherte sich der Vorjahresaufsteiger Cheddleton and Leek Chess Club durch einen Sieg gegen Barbican. Im Demotion Pool mussten die zweite Mannschaft der Wood Green Hilsmark Kingfisher, The ADs, der Aufsteiger Warwickshire Selects und Pandora’s Box Grantham spielen. Die besten Ausgangsposition für den Championship Pool erspielte sich Pride and Prejudice mit 6:0 Punkten, während Betsson.com 3:3 Punkte in die Endrunde übernahm, Cheddleton 2:4 Punkte und Barbican 1:5 Punkte.
In den Demotion Pool übernahmen die zweite Mannschaft der Wood Green Hilsmark Kingfisher und The ADs je 5:1 Punkte, Warwickshire Selects 2:4 Punkte und Pandora’s Box Grantham 0:6 Punkte.

#### Abschlusstabelle
| Pl. | Verein                                        | Sp | G | U | V | MP   | Brett-P.  |
| --- | --------------------------------------------- | -- | - | - | - | ---- | --------- |
| 01. | Pride and Prejudice                           | 7  | 7 | 0 | 0 | 14:0 | 42,5:13,5 |
| 02. | Betsson.com                                   | 7  | 5 | 1 | 1 | 11:3 | 34,0:22,0 |
| 03. | Barbican Chess Club I. Mannschaft             | 7  | 4 | 1 | 2 | 9:5  | 35,5:20,5 |
| 04. | Cheddleton and Leek Chess Club (N)            | 7  | 4 | 0 | 3 | 8:6  | 31,0:25,0 |
| 05. | Wood Green Hilsmark Kingfisher II. Mannschaft | 7  | 3 | 1 | 3 | 7:7  | 29,5:26,5 |
| 06. | The ADs                                       | 7  | 2 | 1 | 4 | 5:9  | 23,0:33,0 |
| 07. | Warwickshire Selects (N)                      | 7  | 1 | 0 | 6 | 2:12 | 17,5:38,5 |
| 08. | Pandora’s Box Grantham                        | 7  | 0 | 0 | 7 | 0:14 | 11,0:45,0 |

#### Entscheidungen
|     | Teilnehmer am Championship Pool: Pride and Prejudice, Betsson.com, Barbican Chess Club I. Mannschaft, Cheddleton and Leek Chess Club |
|     | Teilnehmer am Demotion Pool: Wood Green Hilsmark Kingfisher II. Mannschaft, The ADs, Warwickshire Selects, Pandora’s Box Grantham    |
| (N) | Aufsteiger der letzten Saison |

#### Kreuztabelle
| Ergebnisse | Ergebnisse                                    | 01. | 02. | 03. | 04. | 05. | 06. | 07. | 08. |
| ---------- | --------------------------------------------- | --- | --- | --- | --- | --- | --- | --- | --- |
| 01.        | Pride and Prejudice                           |     | 7   | 5   | 6   | 5½  | 7   | 6½  | 5½  |
| 02.        | Betsson.com                                   | 1   |     | 4   | 5½  | 5½  | 5   | 6   | 7   |
| 03.        | Barbican Chess Club I. Mannschaft             | 3   | 4   |     | 3½  | 5½  | 5   | 6½  | 8   |
| 04.        | Cheddleton and Leek Chess Club                | 2   | 2½  | 4½  |     | 2½  | 6   | 7   | 6½  |
| 05.        | Wood Green Hilsmark Kingfisher II. Mannschaft | 2½  | 2½  | 2½  | 5½  |     | 4   | 5   | 7½  |
| 06.        | The ADs                                       | 1   | 3   | 3   | 2   | 4   |     | 4½  | 5½  |
| 07.        | Warwickshire Selects                          | 1½  | 2   | 1½  | 1   | 3   | 3½  |     | 5   |
| 08.        | Pandora’s Box Grantham                        | 2½  | 1   | 0   | 1½  | ½   | 2½  | 3   |     |

### Pool B
In der zweiten Vorrunde qualifizierten sich die erste Mannschaft der Wood Green Hilsmark Kingfisher, der Vorjahresaufsteiger e2e4.org.uk und White Rose Chess sicher für den Championship Pool, den vierten Platz sicherte sich Guildford A&DC durch Siege gegen die direkten Konkurrenten aus Cambridge und Oxford. Neben dem Cambridge University Chess Club und Oxford mussten auch die zweite Mannschaft des Barbican Chess Club sowie der Aufsteiger Sambuca Sharks im Demotion Pool antreten. Die besten Ausgangsposition für den Championship Pool erspielte sich Wood Green Hilsmark Kingfishers erste Mannschaft mit 6:0 Punkten, während White Rose mit 4:2 Punkten in die Endrunde startete, e2.e4.org.uk mit 2:4 Punkten und Guildford 0:6 Punkte in die Endrunde übernahm.
In den Demotion Pool übernahm Cambridge 6:0 Punkte, Oxford 4:2 Punkte, Barbicans zweite Mannschaft 2:4 Punkte und die Sambuca Sharks 0:6 Punkte.

#### Abschlusstabelle
| Pl. | Verein                                           | Sp | G | U | V | MP   | Brett-P.  |
| --- | ------------------------------------------------ | -- | - | - | - | ---- | --------- |
| 01. | Wood Green Hilsmark Kingfisher I. Mannschaft (M) | 7  | 7 | 0 | 0 | 14:0 | 44,5:11,5 |
| 02. | e2e4.org.uk (N)                                  | 7  | 5 | 0 | 2 | 10:4 | 30,0:26,0 |
| 03. | White Rose Chess                                 | 7  | 4 | 1 | 2 | 9:5  | 28,0:28,0 |
| 04. | Guildford A&DC                                   | 7  | 4 | 0 | 3 | 8:6  | 29,5:26,5 |
| 05. | Cambridge University Chess Club                  | 7  | 3 | 1 | 3 | 7:7  | 26,0:30,0 |
| 06. | Oxford                                           | 7  | 3 | 0 | 4 | 6:8  | 25,5:30,5 |
| 07. | Barbican Chess Club II. Mannschaft               | 7  | 1 | 0 | 6 | 2:12 | 21,5:34,5 |
| 08. | Sambuca Sharks (N)                               | 7  | 0 | 0 | 7 | 0:14 | 18,5:37,5 |

#### Entscheidungen
|     | Teilnehmer am Championship Pool: Wood Green Hilsmark Kingfisher I. Mannschaft, e2e4.org.uk, White Rose Chess, Guildford A&DC |
|     | Teilnehmer am Demotion Pool: Cambridge University Chess Club, Oxford, Barbican Chess Club II. Mannschaft, Sambuca Sharks     |
| (M) | Meister der letzten Saison                                                                                                   |
| (N) | Aufsteiger der letzten Saison                                                                                                |

#### Kreuztabelle
| Ergebnisse | Ergebnisse                                   | 01. | 02. | 03. | 04. | 05. | 06. | 07. | 08. |
| ---------- | -------------------------------------------- | --- | --- | --- | --- | --- | --- | --- | --- |
| 01.        | Wood Green Hilsmark Kingfisher I. Mannschaft |     | 6   | 7   | 6   | 6½  | 6½  | 6½  | 6   |
| 02.        | e2e4.org.uk                                  | 2   |     | 3½  | 4½  | 4½  | 4½  | 5   | 6   |
| 03.        | White Rose Chess                             | 1   | 4½  |     | 5½  | 4   | 2½  | 4½  | 6   |
| 04.        | Guildford A&DC                               | 2   | 3½  | 2½  |     | 5   | 4½  | 6   | 6   |
| 05.        | Cambridge University Chess Club              | 1   | 3½  | 4   | 3   |     | 5½  | 4½  | 4½  |
| 06.        | Oxford                                       | 1½  | 3½  | 5½  | 3½  | 2½  |     | 4½  | 4½  |
| 07.        | Barbican Chess Club II. Mannschaft           | 1½  | 3   | 3½  | 2   | 3½  | 3½  |     | 4½  |
| 08.        | Sambuca Sharks                               | 2   | 2   | 2   | 2   | 3½  | 3½  | 3½  |     |

Anmerkung: Im Wettkampf zwischen Wood Green Hilsmark Kingfisher und Cambridge University wurde Cambridge wegen einer kampflosen Niederlage ein halber Punkt abgezogen.

## Endrunde

### Championship Pool
Die Ergebnisse der Vorrunde ließ die Entscheidung erst im direkten Vergleich in der letzten Runde zwischen dem Titelverteidiger Wood Green Hilsmark Kingfisher und Pride and Prejudice erwarten. Tatsächlich besiegten beide Mannschaften alle Konkurrenten. Pride and Prejudice gewann auch den direkten Vergleich und wurde damit Meister, zog aber seine Mannschaft danach zurück.

#### Abschlusstabelle
| Pl. | Verein                                           | Sp | G | U | V | MP   | Brett-P.  |
| --- | ------------------------------------------------ | -- | - | - | - | ---- | --------- |
| 01. | Pride and Prejudice                              | 7  | 7 | 0 | 0 | 14:0 | 43,5:12,5 |
| 02. | Wood Green Hilsmark Kingfisher I. Mannschaft (M) | 7  | 6 | 0 | 1 | 12:2 | 37,0:19,0 |
| 03. | White Rose Chess                                 | 7  | 4 | 1 | 2 | 9:5  | 25,0:31,0 |
| 04. | Cheddleton and Leek Chess Club (N)               | 7  | 3 | 0 | 4 | 6:8  | 28,0:28,0 |
| 05. | Betsson.com                                      | 7  | 2 | 1 | 4 | 5:9  | 23,0:33,0 |
| 06. | Barbican Chess Club I. Mannschaft                | 7  | 1 | 2 | 4 | 4:10 | 26,0:30,0 |
| 07. | Guildford A&DC                                   | 7  | 2 | 0 | 5 | 4:10 | 23,0:33,0 |
| 08. | e2e4.org.uk (N)                                  | 7  | 1 | 0 | 6 | 2:12 | 18,5:37,5 |

#### Entscheidungen
|     | Britischer Meister: Pride and Prejudice                                 |
|     | Absteiger in die Division 2: Pride and Prejudice (freiwilliger Rückzug) |
| (M) | Meister der letzten Saison                                              |
| (N) | Aufsteiger der letzten Saison                                           |

#### Kreuztabelle
| Ergebnisse | Ergebnisse                                   | 01. | 02. | 03.  | 04.  | 05.  | 06.  | 07.  | 08.  |
| ---------- | -------------------------------------------- | --- | --- | ---- | ---- | ---- | ---- | ---- | ---- |
| 01.        | Pride and Prejudice                          |     | 6   | 7    | (6)  | (7)  | (5)  | 5    | 7½   |
| 02.        | Wood Green Hilsmark Kingfisher I. Mannschaft | 2   |     | (7)  | 4½   | 6½   | 5    | (6)  | (6)  |
| 03.        | White Rose Chess                             | 1   | (1) |      | 4½   | 4½   | 4    | (5½) | (4½) |
| 04.        | Cheddleton and Leek Chess Club               | (2) | 3½  | 3½   |      | (2½) | (4½) | 6    | 6    |
| 05.        | Betsson.com                                  | (1) | 1½  | 3½   | (5½) |      | (4)  | 3    | 4½   |
| 06.        | Barbican Chess Club I. Mannschaft            | (3) | 3   | 4    | (3½) | (4)  |      | 3    | 5½   |
| 07.        | Guildford A&DC                               | 3   | (2) | (2½) | 2    | 5    | 5    |      | (3½) |
| 08.        | e2e4.org.uk                                  | ½   | (2) | (3½) | 2    | 3½   | 2½   | (4½) |      |

Anmerkung: Eingeklammerte Ergebnisse sind aus der Vorrunde übernommen.

### Demotion Pool
Im Demotion Pool standen mit Pandora’s Box Grantham, den Sambuca Sharks und Warwickshire Selects drei Absteiger schon vor der letzten Runde fest. Rein sportlich wäre Oxford nach der Schlussrundenniederlage gegen den direkten Konkurrenten The ADs der vierte Absteiger gewesen, durch den Rückzug den Meisters Pride and Prejudice erreichten sie allerdings noch den Klassenerhalt.

#### Abschlusstabelle
| Pl. | Verein                                        | Sp | G | U | V | MP   | Brett-P.  |
| --- | --------------------------------------------- | -- | - | - | - | ---- | --------- |
| 09. | Wood Green Hilsmark Kingfisher II. Mannschaft | 7  | 6 | 1 | 0 | 13:1 | 37,0:19,0 |
| 10. | Cambridge University Chess Club               | 7  | 6 | 0 | 1 | 12:2 | 34,5:21,5 |
| 11. | The ADs                                       | 7  | 4 | 1 | 2 | 9:5  | 31,0:25,0 |
| 12. | Barbican Chess Club II. Mannschaft            | 7  | 4 | 0 | 3 | 8:6  | 33,0:23,0 |
| 13. | Oxford                                        | 7  | 3 | 1 | 3 | 7:7  | 27,0:29,0 |
| 14. | Pandora’s Box Grantham                        | 7  | 1 | 1 | 5 | 3:11 | 19,0:37,0 |
| 15. | Sambuca Sharks (N)                            | 7  | 1 | 0 | 6 | 2:12 | 23,5:32,5 |
| 16. | Warwickshire Selects (N)                      | 7  | 1 | 0 | 6 | 2:12 | 19,0:37,0 |

#### Entscheidungen
|     | Absteiger in die Division 2: Pandora’s Box Grantham, Sambuca Sharks, Warwickshire Selects |
| (N) | Aufsteiger der letzten Saison                                                             |

#### Kreuztabelle
| Ergebnisse | Ergebnisse                                    | 09. | 10.  | 11.  | 12.  | 13.  | 14.  | 15.  | 16.  |
| ---------- | --------------------------------------------- | --- | ---- | ---- | ---- | ---- | ---- | ---- | ---- |
| 09.        | Wood Green Hilsmark Kingfisher II. Mannschaft |     | 5½   | (4)  | 4½   | 5½   | (7½) | 5    | (5)  |
| 10.        | Cambridge University Chess Club               | 2½  |      | 5½   | (4½) | (5½) | 6    | (4½) | 6    |
| 11.        | The ADs                                       | (4) | 2½   |      | 2½   | 6½   | (5½) | 5½   | (4½) |
| 12.        | Barbican Chess Club II. Mannschaft            | 3½  | (3½) | 5½   |      | (3½) | 6½   | (4½) | 6    |
| 13.        | Oxford                                        | 2½  | (2½) | 1½   | (4½) |      | 4    | (4½) | 7½   |
| 14.        | Pandora’s Box Grantham                        | (½) | 2    | (2½) | 1½   | 4    |      | 5½   | (3)  |
| 15.        | Sambuca Sharks                                | 3   | (3½) | 2½   | (3½) | (3½) | 2½   |      | 5    |
| 16.        | Warwickshire Selects                          | (3) | 2    | (3½) | 2    | ½    | (5)  | 3    |      |

Anmerkung: Eingeklammerte Ergebnisse sind aus der Vorrunde übernommen.

## Die Meistermannschaft
| 1.            | Pride and Prejudice |
| Schachfiguren | Michael Adams, Sergey Tiviakov, David Howell, Gawain Jones, Jonathan Rowson, Mark Hebden, Glenn Flear, John Emms, Chris Ward, Aaron Summerscale, Sophie Milliet, Callum Kilpatrick, Sheila Barth Sahl, Elena Winkelmann. |